# 柞刈湯葉
柞刈 湯葉（いすかり ゆば）は、日本のSF作家、生物学研究者。福島県出身。

## 経歴・人物
2016年、イスカリオテの湯葉名義で小説投稿サイト「カクヨム」に連載した「横浜駅SF」が、第1回カクヨムWeb小説コンテストSF部門で〈大賞〉を受賞し、同作がKADOKAWAより書籍化され、作家デビューした。
大学勤務の任期あり生物学研究者のため、休日に小説を書く兼業作家であったが、任期切れのため専業作家となった。

## 作品リスト

### 単行本
- 『横浜駅SF[6]』（2016年12月24日、カドカワBOOKS）
- 『重力アルケミック[7]』（2017年2月15日、星海社FICTIONS）
- 『横浜駅SF 全国版[8]』（2017年8月10日、カドカワBOOKS）
- 『未来職安』（2018年7月20日、双葉社[9]/2021年1月14日、双葉文庫[10]）
- 『人間たちの話[11]』（2020年3月18日、ハヤカワ文庫JA）
  - 「冬の時代」（初出：『S-Fマガジン』2018年10月号 早川書房）
  - 「たのしい超監視社会」（初出：『S-Fマガジン』2019年4月号 早川書房）
  - 「人間たちの話」（書き下ろし）
    - 『ベストSF 2021』大森望編（竹書房文庫、2021年11月）に再録された。

  - 「宇宙ラーメン重油味」（初出：『S-Fマガジン』2018年4月号 早川書房）
  - 「記念日」（初出：『小説すばる』2017年8月号 集英社）
  - 「No Reaction」（初出：カクヨム、2015年12月）
- 『まず牛を球とします。』（2022年7月22日、河出書房新社）
  - 「まず牛を球とします。」（初出：『NOVA 2019年春号』河出文庫、2018年12月）
  - 「犯罪者には田中が多い」（初出：カクヨム、2019年11月）
  - 「数を食べる」（初出：カクヨム、2020年1月）
  - 「石油玉になりたい」（初出：カクヨム、2016年3月）
  - 「東京都交通安全責任課」（初出：カクヨム、2016年1月）
  - 「天地および責任の創造」（初出：カクヨム、2020年6月）
  - 「家に帰ると妻が必ず人間のふりをしています。」（初出：カクヨム、2018年5月）
  - 「タマネギが嫌い」（初出：カクヨム、2017年8月）
  - 「ルナティック・オン・ザ・ヒル」（初出：『NOVA 2021年夏号』河出文庫、2021年4月）
  - 「大正電気女学生 ～ハイカラ・メカニック娘～」（初出：カクヨム、2018年12月）
  - 「令和二年の箱男」（書き下ろし）
  - 「改暦」（初出：『中国・SF・革命』河出書房新社、2020年7月28日）
  - 「沈黙のリトルボーイ」（書き下ろし）
  - 「ボーナス・トラック・クロモソーム」（初出：『WIRED』vol.32 プレジデント社、2019年3月)
- 『SF作家の地球旅行記』（エッセイ、2022年9月、産業編集センター）
- 『幽霊を信じない理系大学生、霊媒師のバイトをする』（2024年6月、新潮文庫nex）

### 雑誌掲載作品等

#### 小説作品
- 「RNAサバイバー」 : 『WIRED』vol.37 (プレジデント社、2020年6月)
- 「裏アカシック・レコード」 : 『S-Fマガジン』2021年6月号 早川書房
  - 『異常論文』（樋口恭介編、ハヤカワ文庫JA、2021年10月）に収録された。
- 「献身者たち」 : 『ポストコロナのSF』（ハヤカワ文庫JA、2021年4月）
- 「宇宙ラーメン鉄麺皮」 : 『S-Fマガジン』2022年2月号 早川書房
- 「シュガー、ビート、ステップ」 : 『小説 野性時代』2022年4月号 KADOKAWA
- 「にくづきにくら」: 『日経サイエンス』2023年1月号 日経サイエンス社
- 「限界プラシーボ」: 『小説すばる』2023年4月号 集英社
- 「地産地売買地消」：『WIRED.jp』2023年5月22日[12]
- 「記憶人シィーの最後の記憶」：『紙魚の手帖』vol.12 AUGUST 2023 東京創元社

#### エッセイ
- 「離島というタイムカプセル」 : 『群像』2017年3月号 講談社
- 「オンステージ」 : 『月刊ジェイ・ノベル』2017年4月号 実業之日本社
- 「Web小説というもの」 : 『新潮』2017年5月号 新潮社
- 「a Day in My Life」case.173 : 『小説すばる』2017年7月号 集英社
- 「2018年のわたし」 ： 『SFが読みたい! 2018年版』（S‐Fマガジン編集部、早川書房、2018年2月9日）
- 「わたしと図鑑」 : 『ユリイカ』2018年8月号 青土社
- 「2020年のわたし」 : 『SFが読みたい! 2020年版』（S‐Fマガジン編集部、早川書房、2020年2月10日）
- 「マインクラフトで不要不急の外出を控える」 : 『ユリイカ』2020年6月号 青土社
- 「絶望的な状況での愉快な科学サバイバル」 : 『S‐Fマガジン』2020年10月号 早川書房
- 「作家がつづる科学な日常 大豆から考える食の未来」 : 『ニュートン』2021年3月号増刊 ニュートンプレス
- 「魅力的な「傍系」たち」 : 『ユリイカ』2022年5月号 青土社

#### 漫画原作
- 「オートマン」（2018年8月 - 2019年12月 、作画：中村ミリュウ、コミックDAYS）モーニングKC全3巻
- 「ぬのさんぽ」（2024年9月 - 連載中、ネーム・作画：小津、ジャンプTOON）